# Rita Hayworth
Rita Hayworth, właśc. Margarita Carmen Cansino (ur. 17 października 1918 w Nowym Jorku; zm. 14 maja 1987 tamże) – amerykańska aktorka i tancerka. Jedna z największych gwiazd „Złotej Ery Hollywood”. American Film Institute umieścił ją na dziewiętnastym miejscu na liście największych aktorek wszech czasów (The 50 Greatest American Screen Legends).

## Życiorys

### Wczesne lata
Urodziła się na Brooklynie w Nowym Jorku w rodzinie tancerzy jako córka pochodzącego z Hiszpanii Eduarda Cansino (1895–1968) i Volgi Margaret (z domu Hayworth; 1897–1945), pochodzenia angielsko-irlandzkiego. Od roku 1932 młoda Margarita Carmen Cansino występowała wraz ze swoim ojcem, tancerzem flamenco w nocnych klubach i na pokazach tańców hiszpańskich.

### Kariera
W filmach zaczęła się pokazywać od roku 1935, ale nie były to znaczące role. Jedną z ważniejszych w jej karierze stała się kreacja Judy MacPherson w dramacie Howarda Hawksa Tylko aniołowie mają skrzydła (Only Angels Have Wings, 1939). Aby podreperować finanse w latach 40. dorabiała jako modelka i tak stała się znaną pin-up girl. Jej zdjęcie każdy żołnierz albo miał albo kojarzył. Innej opcji nie było – wspominał aktor Eli Wallach, weteran wojenny.
Prawdziwy sukces przyszedł w roku 1946 za sprawą tytułowej roli Gildy Mundson Farrell, nieszczęśliwej żony właściciela kasyna, która w pracowniku męża rozpoznaje dawnego ukochanego w filmie noir Charlesa Vidora Gilda. Scena, w której Hayworth śpiewa „Put the Blame on Mame” i zdejmuje rękawiczkę, przeszła do historii kina jako jedna z najbardziej erotycznych scen. Rita Hayworth została jedną z najlepiej zarabiających gwiazd w historii Hollywood, okrzyknięta uosobieniem seksu i femme fatale.
Kryzys przyszedł w połowie lat 50. Dalej grała, m.in. w filmach: biblijnym Salome (1953), W drodze do Cordury (1958) czy Osobne stoliki (1958). Pojawiły się problemy z alkoholem. Definitywny koniec jej kariery nastąpił w 1972. Powodem była postępująca choroba Alzheimera, na którą zmarła w samotności w 1987 roku.

### Życie prywatne
29 maja 1937 roku, kiedy miała 18 lat wyszła za mąż za sprzedawcę samochodów Edwarda Charlesa Holmgrena Judsona, jednak 22 maja 1942 rozwiedli się. Potem poznała reżysera i aktora Orsona Wellesa, z którym wzięła ślub 7 września 1943 i miała córkę Rebeccę Welles (ur. 17 grudnia 1944). Kryzys w związku spowodowała ponoć jej niewierność, za którą Orson się zemścił. Zrealizował film noir Dama z Szanghaju (The Lady from Shanghai, 1948), do którego Hayworth ścięła swoje słynne długie, rude włosy i ufarbowała się na blond, a na dodatek zagrała podstępną Elsę Bannister. Film odniósł sukces, ale małżeństwo nie przetrwało, a kariera Hayworth zaczęła chylić się ku upadkowi. 1 grudnia 1948 małżeństwo rozpadło się przez jej zdrady. 27 maja 1949 roku poślubiła księcia Alego Khana, z którym miała córkę Yasmin Khan (ur. 26 grudnia 1949). Po dwóch latach, 26 stycznia 1953 jednak się rozwiodła. Z piosenkarzem Dickiem Haymesem tworzyła małżeństwo od 24 września 1953 do 12 grudnia 1955 roku. Piątym jej mężem (od 2 lutego 1958 do 7 września 1961) był producent filmowy James Hill.

## Filmografia
- 1935: Piekło Dantego (Dante's Inferno) jako tancerka
- 1935: Pod palącym niebem Argentyny (Under the Pampas Moon) jako Carmen
- 1936: Tańczący pirat (Dancing Pirate) jako tancerka Los Polomas
- 1937: Kłopoty w Teksasie (Trouble in Texas) jako Carmen Serano
- 1937: Cień (The Shadow) jako Mary Gillespie
- 1938: Kto zabił Gail Preston? (Who Killed Gail Preston?) jako Gail Preston
- 1939: Tylko aniołowie mają skrzydła (Only Angels Have Wings) jako Judy McPherson
- 1940: Susan i Bóg (Susan and God) jako Lee Hutchins
- 1940: Anioły z Broadwayu (Angels Over Broadway) jako Nina Barone
- 1940: Kobieta jest zagadką (The Lady in Question) jako Natalie Roguin
- 1941:	Rudowłosa (The Strawberry Blonde) jako Virginia Brush Barnstead
- 1941: Krew na piasku (Blood and Sand) jako Dona Sol des Muire
- 1941: Marzenia o karierze (You'll Never Get Rich) jako Sheila Winthrop
- 1942: Moja najmilsza (You Were Never Lovelier) jako Maria Acuña
- 1942: Historia jednego fraka (Tales of Manhattan) jako Ethel Halloway
- 1944:	Modelka (Cover Girl) jako Rusty Parker / Maribelle Hicks
- 1945:	Dziś w nocy i każdej nocy (Tonight and Every Night) jako Rosalind „Roz” Bruce
- 1946: Gilda jako Gilda
- 1947:	Dama z Szanghaju (The Lady from Shanghai) jako Elsa „Rosalie” Bannister
- 1948: Miłość Carmen (The Loves of Carmen) jako Carmen Garcia
- 1953: Salome (Salome) jako Salome
- 1953: Panna Sadie Thompson (Miss Sadie Thompson) jako Sadie Thompson
- 1952: Przygoda na Trynidadzie (Affair in Trinidad) jako Chris Emery
- 1957: Kumpel Joey (Pal Joey) jako Vera Simpson
- 1957: Ogień pod pokładem (Fire Down Below) jako Irena
- 1958: Osobne stoliki (Separate Tables) jako Ann Shankland
- 1959: Sprawa na pierwszą stronę (The Story on Page One) jako Jo Morris
- 1959: W drodze do Cordury (They Came to Cordura) jako Adelaide Geary
- 1961: Torreadorzy i złodzieje (The Happy Thieves) jako Eve Lewis
- 1964: Świat cyrku (Circus World) jako Lili Alfredo
- 1966: Mak również jest kwiatem (Poppies Are Also Flowers) jako Monique Mark
- 1967: Awanturnik (L'Avventuriero) jako ciotka Caterina
- 1968: Bękarty (I Bastardi) jako Martha
- 1970: Droga do Saliny (Road To Salina) jako Mara
- 1972: Gniew Boży (The Wrath of God) jako pani De La Plata

## Przypisy

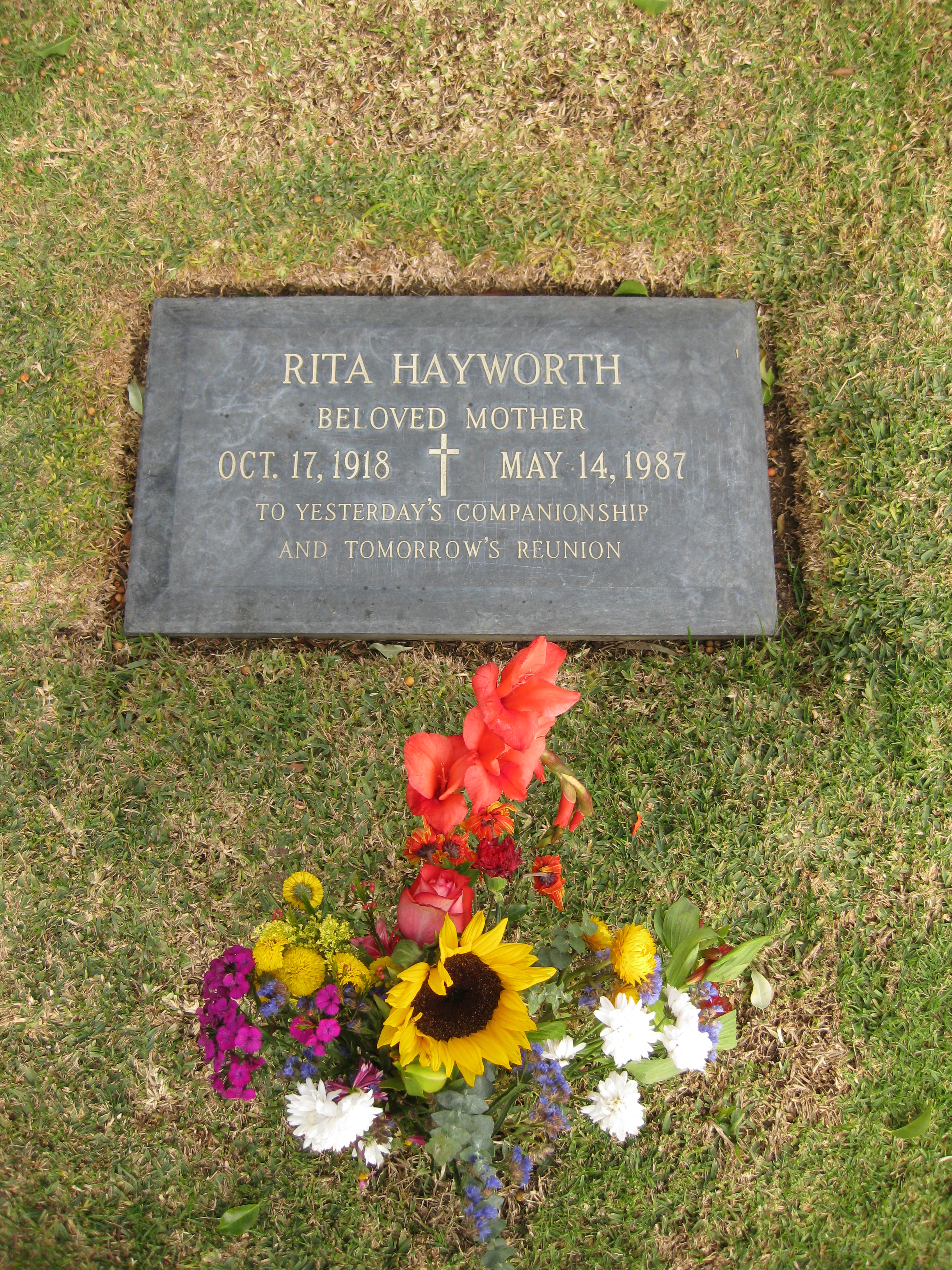
Grób Rity Hayworth na Holy Cross Cemetery w Culver City